# Оптичний телеграф

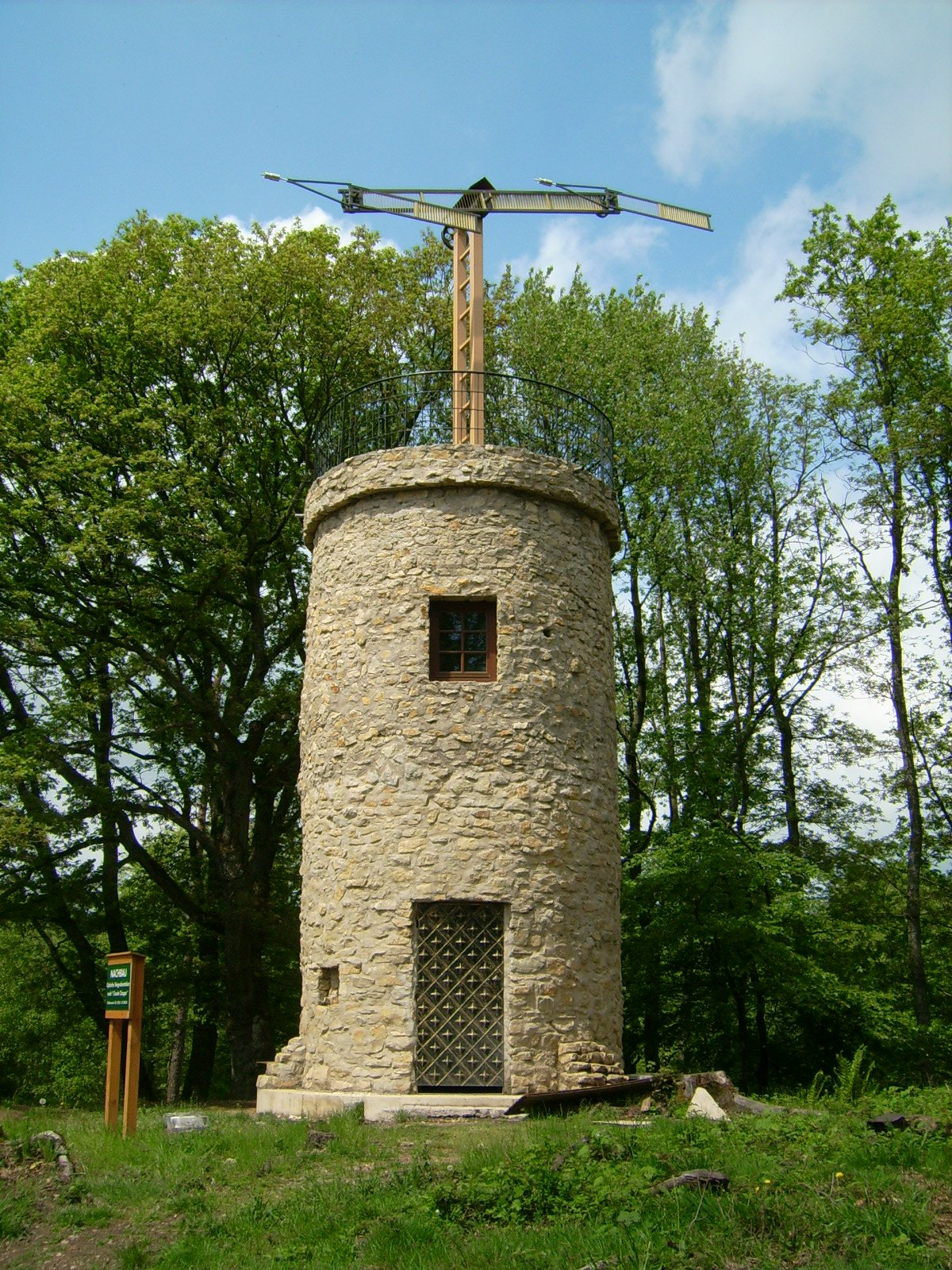
Копія оптичного телеграфу Шаппа в Нальбаху, Німеччина

Опти́чний або  семафо́рний телегра́ф, також телеграф Ша́ппа — система передачі інформації на далекі відстані за допомогою світлових сигналів. Система була винайдена у 1792 році французьким вченим Клодом Шаппом і набула популярності в кінці 18-го та на початку 19-го століття. Семафорний телеграф був передвісником електричного телеграфу.
Похідними від семафорного телеграфу є семафорна азбука і геліограф.

## Історія

### Ранні конструкції

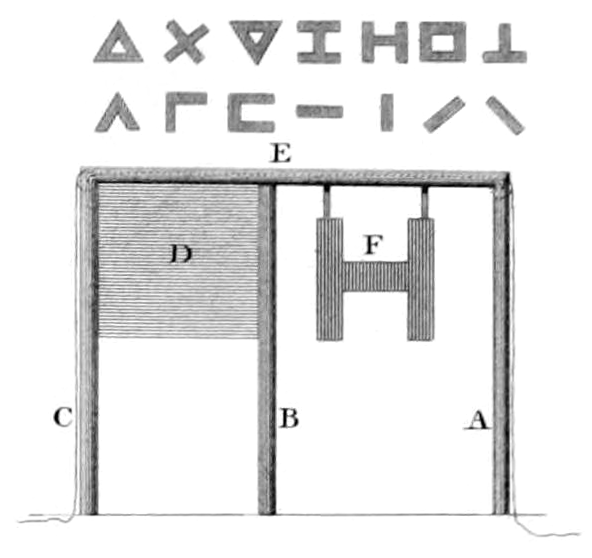
Ілюстрація системи, запропонованої Робертом Гуком.

Ідея оптичного телеграфу дуже стара і використовувалася з давніх часів у вигляді водяних телеграфів, факелів (які використовувалися стародавніми культурами з моменту відкриття вогню) і димових сигналів.
Сучасний дизайн оптичного телеграфу був вперше передбачений британським вченим Робертом Гуком, який дав яскраву і всеосяжну схему візуального телеграфу у поданні до Лондонського королівського товариства у 1684 році, в якому він виклав безліч практичних деталей. Система (яка була мотивована військовими проблемами, після нещодавньої Віденської битви 1683 року) ніколи не була застосована на практиці.

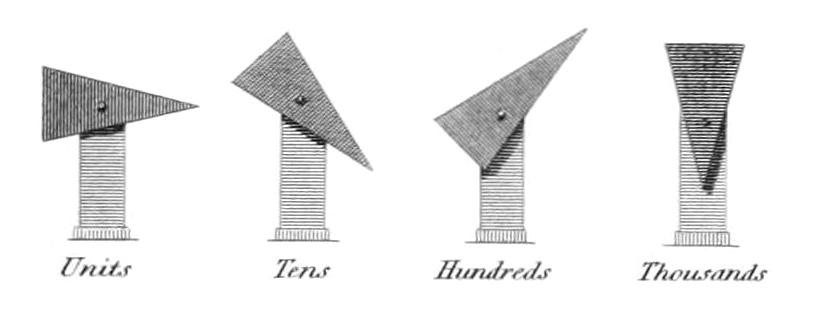
Схема оптичного телеграфу, запропонована Річардом Ловеллом Еджвортом для використання в Ірландії.

Один з перших експериментів оптичної сигналізації був проведений англо-ірландським землевласником і винахідником Річардом Ловеллом Еджвортом у 1767 році. Використовуючи мережу секцій передачі сигналів, встановлених на височині, сигнал передавався від однієї станції до іншої за допомогою телескопа. Сам сигнал являв собою великий вказівник, який міг бути розміщений у восьми можливих положеннях з кроком 45 градусів. Пара двох таких сигналів давала всього 64 елементи коду, а додавання третього підвищувало комбінацію можливих сигналів до 256. Еджворт повернувся до своєї ідеї тільки в 1795 році, після того як почув про систему Шаппа.